# مجلس مشورت
مجلس مشورت، مجلس مشورتی، شورای مشورتی یا مجلس مصلحت‌خانه، نهادی بود که پس از انحلال نهاد صدارت عظمی در سال ۱۲۷۷ هجری قمری به دستور ناصرالدین‌شاه قاجار، در کنار شورای دولتی در ایران ایجاد شد.

## ساختار
مجلس مشورت بیست‌وپنج نفر عضو داشت که همگی را شاه می‌گماشت. این مجلس حق نداشت بدون اجازهٔ شاه وارد «امور پولیتیکیه» —در عرف زبانی آن عصر یعنی امور خارجه— شود. مصلحت‌خانه نه تنها می‌توانست عرایض عامهٔ مردم را بشنود و در مورد مطالب مربوط به «ترویج تجارت و تکثیر زراعت» بحث کند، بلکه اختیار «وضع قوانین محدوده» را نیز داشت. تصمیمات در این مجلس به رأی اکثریت بود، و سپس برای تصویب تقدیم به شاه می‌شد. پس از آن مصوبات را شورای دولتی اجرا می‌کرد.

## تاریخچه
شاه میرزا جعفرخان مشیرالدوله را که دانش‌آموختهٔ انگلستان بود، را به ریاست مجلس مشورت گماشت. مجلس مشورت یا مصحلت‌خانه نزدیکترین نهاد به یک مجلس قانون‌گذاری بود که ناصرالدین‌شاه در دوران زودگذر اصلاحات خویش ایجاد کرد. از زمان تشکیل بدفرجام مجلس جمهوری در سال ۱۲۵۶ هجری قمری، این نخستین‌بار بود که فکر مشورت و نمایندگی «ملت» دوباره مطرح شد. ناصرالدین‌شاه بی‌شک از نظرات جعفرخان مستشارالدوله در تأسیس این نهاد الهام گرفته بود.
اعضای این نهاد طیف وسیعی از نخبگان، اعم از رجال مملکتی، اعیان محافظه‌کار قاجاری، دیوانیان و امرای عالی‌رتبه، مأموران باتجربه و فرنگ‌دیدهٔ وزارت خارجه و ادیبان اصلاح‌گرا، را دربر می‌گرفت که همگی به دستور ناصرالدین‌شاه به‌عضویت در مجلس مصلحت‌خانه گماشته شدند. بااین‌حال غیبت دو قشر در این مجلس محسوس بود: شاهزادگان قاجار و علما. این غیبت نشانگر آن است که ناصرالدین‌شاه می‌کوشید جنبهٔ عرفی این نهاد را حفظ کند و از امتیازات ویژهٔ شاهزادگان دور نگاه دارد.

## یادداشت
1. ↑  «رفع عادات مذمومه»، «انتشار علوم»، «اختراع صنایع»، «اجرای قنوات و انهار»، «غرس باغات اشجار»، «راه‌انداختن معادن»، «ساختن راه‌ها»، «توفیر مداخل»، «تقلیل مخارج»، «اشاعهٔ دلایل عدل و انصاف»، «رفع بواعث ظلم و اجحاف»، «ازدیاد نفوس خلایق و حفظ صحت آن‌ها»